# Alternaria sonchi
Alternaria sonchi är en svampart som beskrevs av Davis 1916. Alternaria sonchi ingår i släktet Alternaria och familjen Pleosporaceae.   Inga underarter finns listade i Catalogue of Life.

## Källor

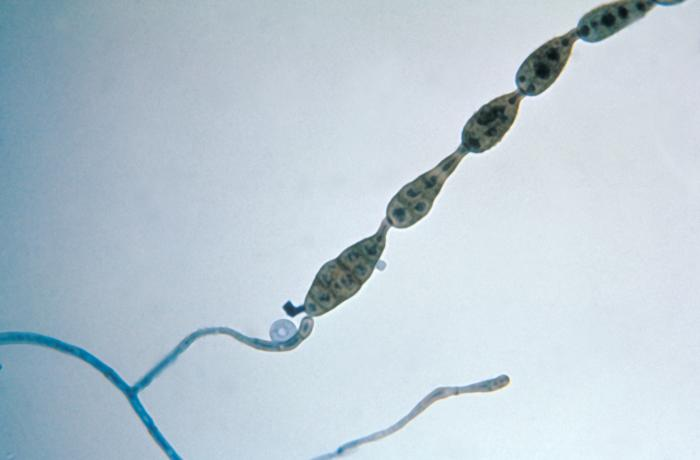